# Привольное (Синельниковский район)
Привольное (укр. Привільне; до 2025 годах — Хорошево) — посёлок,
Марьевский сельский совет,
Синельниковский район,
Днепропетровская область,
Украина.
Код КОАТУУ — 1224884008. Население по данным 2019 года составляло 233 человека.

## Географическое положение
Посёлок Хорошево находится на расстоянии до 3-х км от сёл Раевка, Марьевка и Морозовское.
Рядом проходят автомобильные дороги М-18 (E 105), Т-0401 и
железная дорога, станция Хорошево.